# Croton oligandrus
Espèce
Croton oligandrus est une espèce de plantes à fleurs du genre Croton et de la famille des Euphorbiaceae, présente du Cameroun au Gabon.